# Niphobolus distichocarpus
Niphobolus distichocarpus là một loài dương xỉ trong họ Polypodiaceae. Loài này được Gies., Diels mô tả khoa học đầu tiên năm 1899.
Danh pháp khoa học của loài này chưa được làm sáng tỏ. 